# Liga Sudamericana de Clubes 1999
La Liga Sudamericana de Clubes de 1999 fue la cuarta edición del primer torneo más importante de básquet en Sudamérica en esos años, dejando -con su aparición- como segunda competición al Campeonato Sudamericano de Clubes Campeones. Participaron 13 equipos provenientes de siete países. Fue la primera edición en la que la fase de grupos se disputó en una única sede por grupo, terminando con el formato de partidos a ida y vuelta en dicha fase.
El campeón de esta edición fue el Vasco da Gama, que derrotó a Boca Juniors en los dos primeros partidos de la serie final y obtuvo su primer título; además de ser el primer título para un equipo brasiero.

## Participantes
| País                   | Equipo                                                       |
| ---------------------- | ------------------------------------------------------------ |
| Argentina 2 cupos + CV | Atenas de Córdoba Boca Juniors Independiente de General Pico |
| Bolivia 1 cupo         | Andino                                                       |
| Brasil 3 cupos         | Franca BC Ribeirão Preto Vasco da Gama                       |
| Chile 1 cupo           | Llanquihue                                                   |
| Colombia 1 cupo        | Cañoneros                                                    |
| Uruguay 2 cupos        | Welcome Cordón                                               |
| Venezuela 2 cupos      | Trotamundos de Carabobo Guaiqueríes de Margarita             |

CV: campeón vigente.

## Modo de disputa
Fase de grupos
Los participantes se dividieron en cuatro grupos, un grupo con cuatro equipos y el resto con tres equipos. Se enfrentaron todos contra todos en una única sede y los dos mejores de cada grupo avanzaron de fase.
Play offs
Los ocho clasificados se emparejaron y se enfrentaron a partidos al mejor de tres encuentros. Los ganadores de los duelos avanzaron a las semifinales, al mejor de tres encuentros y los ganadores avanzaron a la final, fase nuevamente al mejor de tres juegos.

## Fase de grupos

### Grupo A
| Pos. | Equipo       | Pts | PJ | PG | PP | PF  | PC  | Dif |
| ---- | ------------ | --- | -- | -- | -- | --- | --- | --- |
| 1.   | Boca Juniors | 6   | 3  | 3  | 0  | 299 | 216 | 83  |
| 2.   | Welcome      | 5   | 3  | 2  | 1  | 296 | 255 | 41  |
| 3.   | Andino       | 4   | 3  | 1  | 2  | 223 | 288 | –65 |
| 4.   | Llanquihue   | 3   | 3  | 0  | 3  | 226 | 285 | –59 |

|  | Clasificado a la siguiente fase del torneo. |

| 9 de febrero | Llanquihue | 71–107 | Boca Juniors |  |  |
|              |            |        |              |  |  |
|              |            |        |              |  |  |

| 9 de febrero | Andino | 78–118 | Welcome |  |  |
|              |        |        |         |  |  |
|              |        |        |         |  |  |

| 10 de febrero | Llanquihue | 91–95 | Welcome |  |  |
|               |            |       |         |  |  |
|               |            |       |         |  |  |

| 10 de febrero | Andino | 62–106 | Boca Juniors |  |  |
|               |        |        |              |  |  |
|               |        |        |              |  |  |

| 11 de febrero | Andino | 83–64 | Llanquihue |  |  |
|               |        |       |            |  |  |
|               |        |       |            |  |  |

| 11 de febrero | Boca Juniors | 86–83 | Welcome |  |  |
|               |              |       |         |  |  |
|               |              |       |         |  |  |

### Grupo B
| Pos. | Equipo         | Pts | PJ | PG | PP | PF  | PC  | Dif |
| ---- | -------------- | --- | -- | -- | -- | --- | --- | --- |
| 1.   | Trotamundos    | 3   | 2  | 1  | 1  | 129 | 125 | 4   |
| 2.   | Ribeirão Preto | 3   | 2  | 1  | 1  | 109 | 108 | 1   |
| 3.   | Cordón         | 3   | 2  | 1  | 1  | 125 | 130 | –5  |

|  | Clasificado a la siguiente fase del torneo. |

| 9 de febrero | Trotamundos | 78–68 | Cordón |  |  |
|              |             |       |        |  |  |
|              |             |       |        |  |  |

| 10 de febrero | Cordón | 57–52 | Ribeirão Preto |  |  |
|               |        |       |                |  |  |
|               |        |       |                |  |  |

| 11 de febrero | Trotamundos | 51–57 | Ribeirão Preto |  |  |
|               |             |       |                |  |  |
|               |             |       |                |  |  |

### Grupo C
| Pos. | Equipo            | Pts | PJ | PG | PP | PF  | PC  | Dif |
| ---- | ----------------- | --- | -- | -- | -- | --- | --- | --- |
| 1.   | Vasco da Gama     | 3   | 2  | 1  | 1  | 165 | 144 | 21  |
| 2.   | Atenas de Córdoba | 3   | 2  | 1  | 1  | 132 | 133 | –1  |
| 3.   | Guaiqueríes       | 3   | 2  | 1  | 1  | 155 | 175 | –20 |

|  | Clasificado a la siguiente fase del torneo. |

| 9 de febrero | Vasco da Gama | 105–82 | Guaiqueríes |  |  |
|              |               |        |             |  |  |
|              |               |        |             |  |  |

| 10 de febrero | Guaiqueríes | 73–70 | Atenas de Córdoba |  |  |
|               |             |       |                   |  |  |
|               |             |       |                   |  |  |

| 11 de febrero | Vasco da Gama | 60–62 | Atenas de Córdoba |  |  |
|               |               |       |                   |  |  |
|               |               |       |                   |  |  |

### Grupo D
| Pos. | Equipo             | Pts | PJ | PG | PP | PF  | PC  | Dif |
| ---- | ------------------ | --- | -- | -- | -- | --- | --- | --- |
| 1.   | Independiente (GP) | 3   | 2  | 1  | 1  | 196 | 194 | 2   |
| 2.   | Cañoneros          | 3   | 2  | 1  | 1  | 191 | 190 | 1   |
| 3.   | Franca BC          | 3   | 2  | 1  | 1  | 179 | 182 | –3  |

|  | Clasificado a la siguiente fase del torneo. |

| 9 de febrero | Cañoneros | 101–104 | Independiente (GP) |  |  |
|              |           |         |                    |  |  |
|              |           |         |                    |  |  |

| 10 de febrero | Independiente (GP) | 92–93 | Franca BC |  |  |
|               |                    |       |           |  |  |
|               |                    |       |           |  |  |

| 11 de febrero | Cañoneros | 90–86 | Franca BC |  |  |
|               |           |       |           |  |  |
|               |           |       |           |  |  |

## Play offs
|  | Cuartos de final            | Cuartos de final            | Cuartos de final            | Cuartos de final            |    |               | Semifinales      | Semifinales      | Semifinales      | Semifinales      |  |               | Final            | Final            | Final            | Final            |  |
|  | 23 de febrero al 4 de marzo | 23 de febrero al 4 de marzo | 23 de febrero al 4 de marzo | 23 de febrero al 4 de marzo |    |               | 9 al 17 de marzo | 9 al 17 de marzo | 9 al 17 de marzo | 9 al 17 de marzo |  |               | 25 y 30 de marzo | 25 y 30 de marzo | 25 y 30 de marzo | 25 y 30 de marzo |  |
|  |                             |                             |                             |                             |    |               |                  |                  |                  |                  |  |               |                  |                  |                  |                  |  |
|  |                             |                             |                             |                             |    |               |                  |                  |                  |                  |  |               |                  |                  |                  |                  |  |
|  | Vasco da Gama               | 87                          | 104                         | —                           |    |               |                  |                  |                  |                  |  |               |                  |                  |                  |                  |  |
|  | Vasco da Gama               | 87                          | 104                         | —                           |    |               |                  |                  |                  |                  |  |               |                  |                  |                  |                  |  |
|  | Cañoneros                   | 70                          | 86                          | —                           |    |               |                  |                  |                  |                  |  |               |                  |                  |                  |                  |  |
|  | Cañoneros                   | 70                          | 86                          | —                           |    | Vasco da Gama | 95               | 90               | —                |                  |  |               |                  |                  |                  |                  |  |
|  |                             |                             |                             |                             |    | Vasco da Gama | 95               | 90               | —                |                  |  |               |                  |                  |                  |                  |  |
|  |                             |                             | Welcome                     | 75                          | 74 | —             |                  |                  |                  |                  |  |               |                  |                  |                  |                  |  |
|  | Trotamundos                 | 58                          | Welcome                     | 75                          | 74 | —             | 75               | 78               |                  |                  |  |               |                  |                  |                  |                  |  |
|  | Trotamundos                 | 58                          |                             |                             |    |               |                  |                  |                  |                  |  |               |                  |                  |                  |                  |  |
|  | Welcome                     | 88                          | 73                          | 86                          |    |               |                  |                  |                  |                  |  |               |                  |                  |                  |                  |  |
|  | Welcome                     | 88                          | 73                          | 86                          |    |               |                  |                  |                  |                  |  | Vasco da Gama | 77               | 76               | —                |                  |  |
|  |                             |                             |                             |                             |    |               |                  |                  |                  |                  |  | Vasco da Gama | 77               | 76               | —                |                  |  |
|  |                             |                             | Boca Juniors                | 73                          | 68 | —             |                  |                  |                  |                  |  |               |                  |                  |                  |                  |  |
|  | Boca Juniors                | 78                          | Boca Juniors                | 73                          | 68 | —             | 93               | —                |                  |                  |  |               |                  |                  |                  |                  |  |
|  | Boca Juniors                | 78                          |                             |                             |    |               |                  |                  |                  |                  |  |               |                  |                  |                  |                  |  |
|  | Ribeirao Preto              | 93                          | 83                          | —                           |    |               |                  |                  |                  |                  |  |               |                  |                  |                  |                  |  |
|  | Ribeirao Preto              | 93                          | 83                          | —                           |    | Boca Juniors  | 78               | 90               | 64               |                  |  |               |                  |                  |                  |                  |  |
|  |                             |                             |                             |                             |    | Boca Juniors  | 78               | 90               | 64               |                  |  |               |                  |                  |                  |                  |  |
|  |                             |                             | Independiente (GP)          | 83                          | 88 | 57            |                  |                  |                  |                  |  |               |                  |                  |                  |                  |  |
|  | Independiente (GP)          | 88                          | Independiente (GP)          | 83                          | 88 | 57            | 70               | 77               |                  |                  |  |               |                  |                  |                  |                  |  |
|  | Independiente (GP)          | 88                          |                             |                             |    |               |                  |                  |                  |                  |  |               |                  |                  |                  |                  |  |
|  | Atenas                      | 69                          | 72                          | 71                          |    |               |                  |                  |                  |                  |  |               |                  |                  |                  |                  |  |
|  | Atenas                      | 69                          | 72                          | 71                          |    |               |                  |                  |                  |                  |  |               |                  |                  |                  |                  |  |
|  |                             |                             |                             |                             |    |               |                  |                  |                  |                  |  |               |                  |                  |                  |                  |  |

Nota: el equipo ubicado en la primera linea tuvo ventaja de localía en los enfrentamientos.

### Cuartos de final
Vasco da Gama - Cañoneros
| 23 de febrero | Cañoneros | 70–87 | Vasco da Gama |  |  |  |
|               |           |       |               |  |  |  |
|               |           |       |               |  |  |  |
| Serie: 0 - 1  |           |       |               |  |  |  |
|               |           |       |               |  |  |  |

| 2 de marzo   | Vasco da Gama | 104–86 | Cañoneros |  |  |  |
|              |               |        |           |  |  |  |
|              |               |        |           |  |  |  |
| Serie: 2 - 0 |               |        |           |  |  |  |
|              |               |        |           |  |  |  |

Trotamundos - Welcome
| 25 de febrero | Welcome | 88–58 | Trotamundos |  |  |  |
|               |         |       |             |  |  |  |
|               |         |       |             |  |  |  |
| Serie: 1 - 0  |         |       |             |  |  |  |
|               |         |       |             |  |  |  |

| 1 de marzo   | Trotamundos | 75–73 | Welcome |  |  |  |
|              |             |       |         |  |  |  |
|              |             |       |         |  |  |  |
| Serie: 1 - 1 |             |       |         |  |  |  |
|              |             |       |         |  |  |  |

| 2 de marzo   | Trotamundos | 78–86 | Welcome |  |  |  |
|              |             |       |         |  |  |  |
|              |             |       |         |  |  |  |
| Serie: 1 - 2 |             |       |         |  |  |  |
|              |             |       |         |  |  |  |

Boca Juniors - Ribeirao Preto
| 25 de febrero | Ribeirão Preto | 78–93 | Boca Juniors |  |  |  |
|               |                |       |              |  |  |  |
|               |                |       |              |  |  |  |
| Serie: 0 - 1  |                |       |              |  |  |  |
|               |                |       |              |  |  |  |

| 4 de marzo   | Boca Juniors | 93–83 | Ribeirão Preto |  |  |  |
|              |              |       |                |  |  |  |
|              |              |       |                |  |  |  |
| Serie: 2 - 0 |              |       |                |  |  |  |
|              |              |       |                |  |  |  |

Independiente (General Pico) - Atenas de Córdoba
| 23 de febrero | Atenas | 69–88 | Independiente (GP) |  |  |  |
|               |        |       |                    |  |  |  |
|               |        |       |                    |  |  |  |
| Serie: 0 - 1  |        |       |                    |  |  |  |
|               |        |       |                    |  |  |  |

| 2 de marzo   | Independiente (GP) | 70–72 | Atenas |  |  |  |
|              |                    |       |        |  |  |  |
|              |                    |       |        |  |  |  |
| Serie: 1 - 1 |                    |       |        |  |  |  |
|              |                    |       |        |  |  |  |

| 3 de marzo   | Independiente (GP) | 77–71 | Atenas |  |  |  |
|              |                    |       |        |  |  |  |
|              |                    |       |        |  |  |  |
| Serie: 2 - 1 |                    |       |        |  |  |  |
|              |                    |       |        |  |  |  |

### Semifinales
Vasco da Gama - Welcome
| 9 de marzo   | Welcome | 75–95 | Vasco da Gama |  |  |  |
|              |         |       |               |  |  |  |
|              |         |       |               |  |  |  |
| Serie: 0 - 1 |         |       |               |  |  |  |
|              |         |       |               |  |  |  |

| 16 de marzo  | Vasco da Gama | 90–75 | Welcome |  |  |  |
|              |               |       |         |  |  |  |
|              |               |       |         |  |  |  |
| Serie: 2 - 0 |               |       |         |  |  |  |
|              |               |       |         |  |  |  |

Boca Juniors - Independiente (General Pico)
| 11 de marzo  | Independiente (GP) | 83–78 | Boca Juniors |  |  |  |
|              |                    |       |              |  |  |  |
|              |                    |       |              |  |  |  |
| Serie: 1 - 0 |                    |       |              |  |  |  |
|              |                    |       |              |  |  |  |

| 16 de marzo  | Boca Juniors | 90–88 | Independiente (GP) |  |  |  |
|              |              |       |                    |  |  |  |
|              |              |       |                    |  |  |  |
| Serie: 1 - 1 |              |       |                    |  |  |  |
|              |              |       |                    |  |  |  |

| 17 de marzo  | Boca Juniors | 64–57 | Independiente (GP) |  |  |  |
|              |              |       |                    |  |  |  |
|              |              |       |                    |  |  |  |
| Serie: 2 - 1 |              |       |                    |  |  |  |
|              |              |       |                    |  |  |  |

### Final
Vasco da Gama - Boca Juniors
| 25 de marzo  | Boca Juniors | 73–77 | Vasco da Gama | Buenos Aires                      |  |  |
|              |              |       |               |                                   |  |  |
|              |              |       |               | Pabellón: Microestadio Luis Conde |  |  |
| Serie: 0 - 1 |              |       |               |                                   |  |  |
|              |              |       |               |                                   |  |  |

| 30 de marzo  | Vasco da Gama | 76–68   | Boca Juniors | Río de Janeiro                   |  |  |
|              |               |         |              |                                  |  |  |
|              |               | Reporte |              | Pabellón: Gimnasio Maracanãzinho |  |  |
| Serie: 2 - 0 |               |         |              |                                  |  |  |
|              |               |         |              |                                  |  |  |

Club de Regatas Vasco da Gama

Campeón

Primer título

## Plantel campeón
- Demetrius
- Byrd
- Rogerio
- Mingao
- Vargas
- Joao Batista
- Janjao
- Fernandes

DT: Flor Meléndez